# Powder Puff Derby (1947)
Pour les articles homonymes, voir Powder Puff Derby.

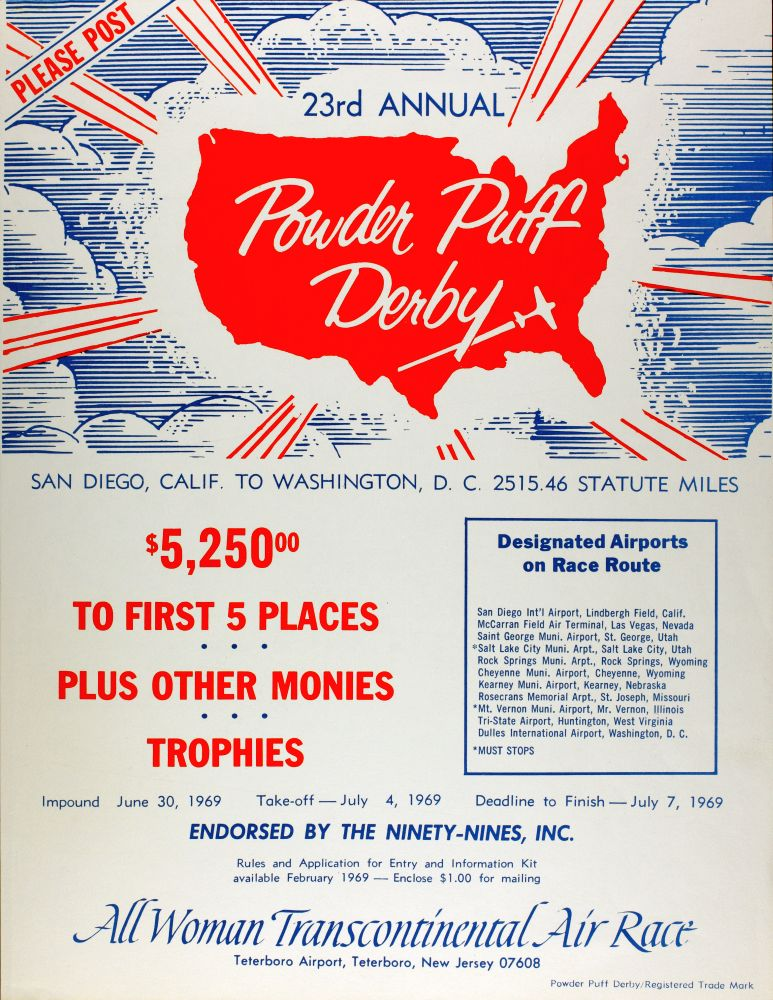
Affiche de l'édition de 1969 du Powder Puff Derby.

Le Powder Puff Derby est le nom donné à une course aérienne transcontinentale annuelle réservée aux femmes, inaugurée en 1947. La course a eu lieu jusqu'en 1977.

## Origines
La course doit son nom « Powder Puff Derby » en référence au Women's Air Derby de 1929, qui avait été surnommée ainsi par l'humoriste et producteur  Will Rogers.

## Historique
La première édition de la course a lieu en 1947. Durant les deux années suivantes elle a été nommée "Jacqueline Cochran All-Woman Transcontinental Air Race" (AWTAR). Elle se déroule tous les ans au mois de juillet.
La dernière édition a eu lieu en 1977; elle s'arrête en particulier à cause des coûts de fonctionnement et d'assurance en augmentation, et des moindres soutiens des sponsors. Après le dernier vol commémoratif, l'Air Race Classic a continué la tradition des femmes pilotes.

## Galerie

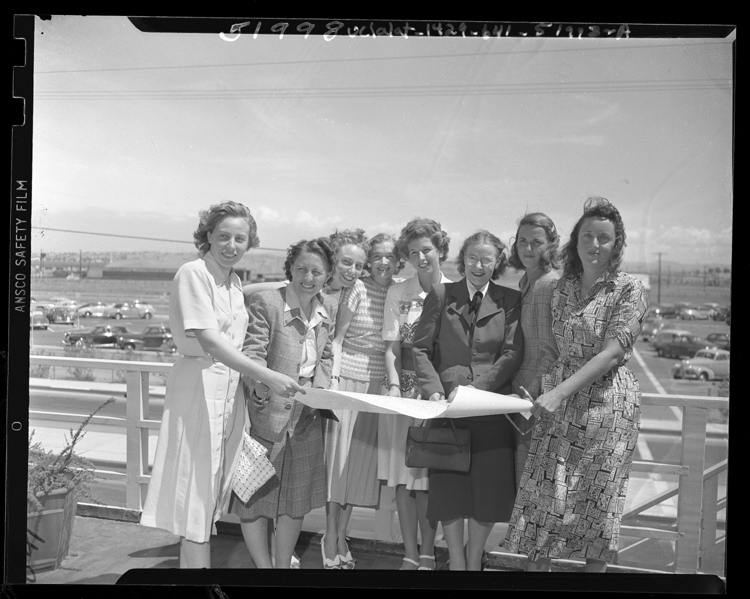
Huit femmes pilotes avant leur départ pour Palm Springs pour l'édition du Powder Puff Derby de 1948.
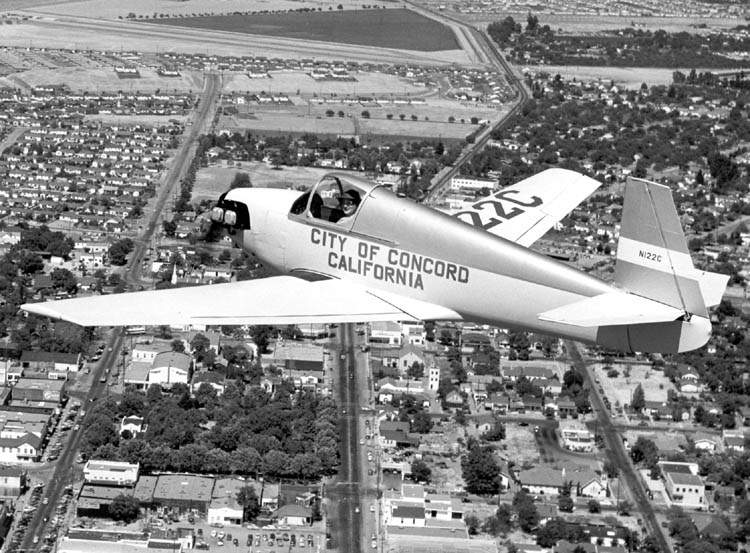
Gladys Davis pilotant un Mooney M-18 Mite au-dessus de Concord en Californie, en juin 1950. Elle a été cinquième du Powder Puff Derby entre la Californie et la Caroline du Sud.
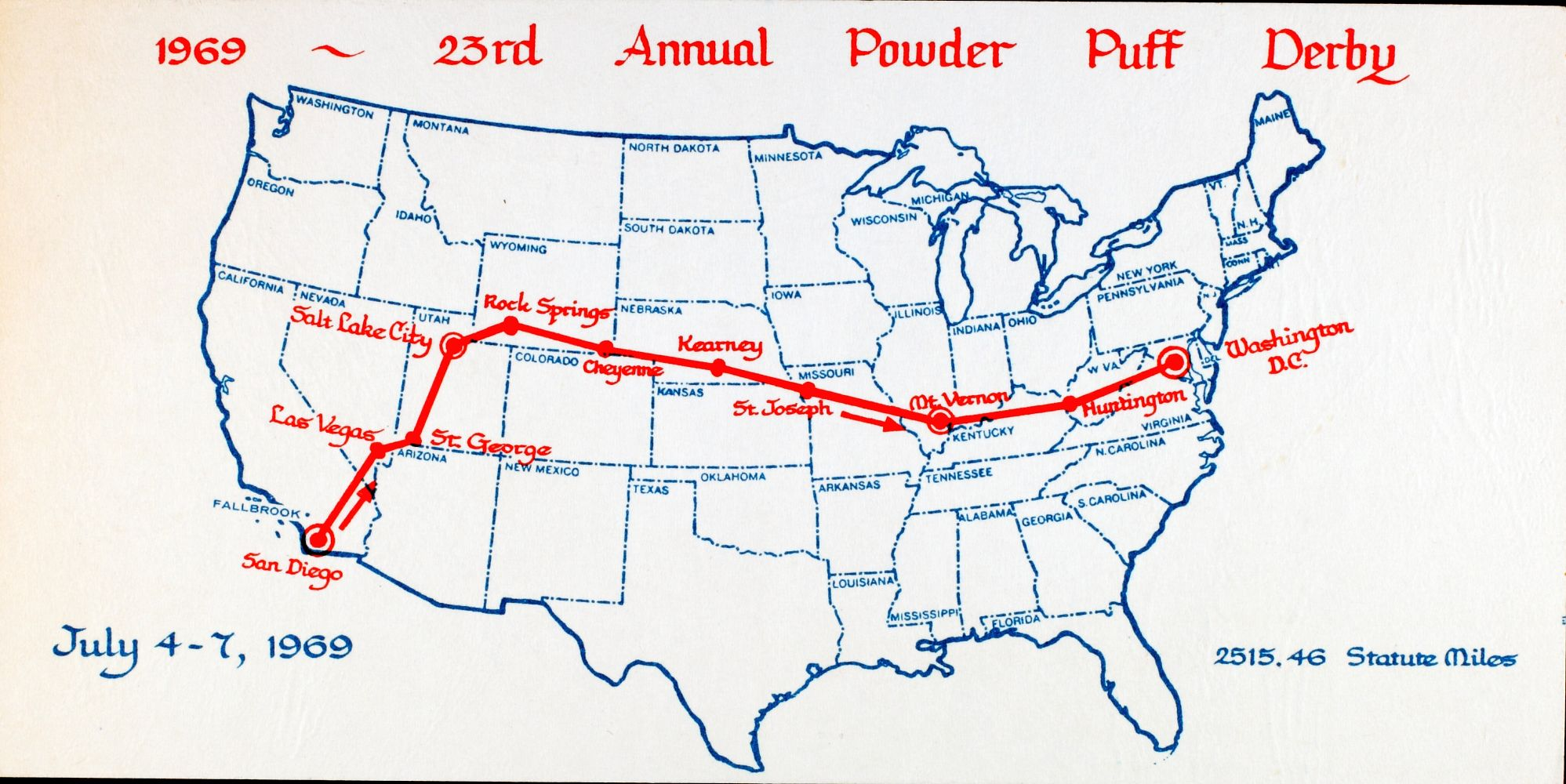
Tracé de l'édition de la course de 1969 entre San Diego et Washington, DC
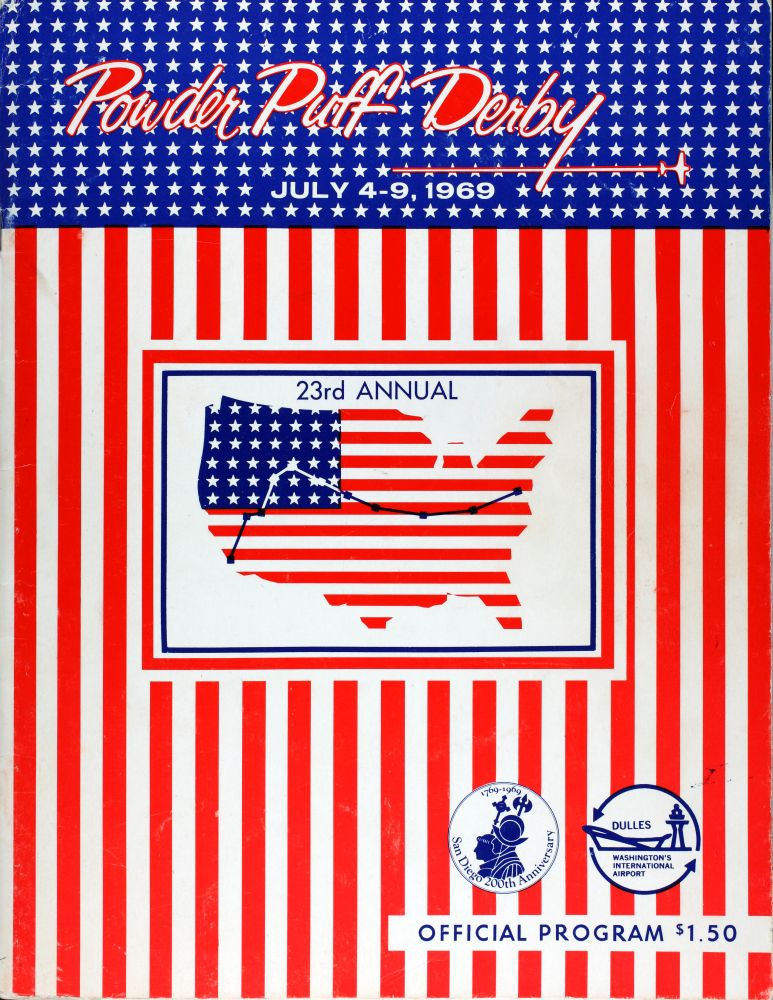
Programme officiel de la course de 1969.